# Friedrich August Köttig
Friedrich August Köttig (* 2. September 1794 in Schwemsal; † 10. April 1864 in Meißen) war ein deutscher Erfinder und Arkanist an der Königlichen Porzellanmanufaktur in Meißen.
Sein Vater Johann Friedrich Köttig war Schichtmeister des Alaunwerkes Schwemsal bei Bad Düben und seit 1804 Besitzer einer chemischen Fabrik in Großwig bei Bad Schmiedeberg, in der u. a. Vitriolöl produziert wurde.
Nach Beendigung seines 1811 aufgenommenen Studiums an der Bergakademie Freiberg, zu dessen Beginn er Mitglied des Corps Montania wurde, nahm er 1816 seine Tätigkeit als Arkanist in der Porzellanmanufaktur auf, wurde 1854 Erster Betriebsinspektor und ging 1863 in den Ruhestand.
Köttig erfand 1828 das Meißner Lasursteinblau. Dieses Verfahren zur Herstellung künstlichen Ultramarins gelangte 1829 zur Fabrikation.